# پایگاه هوایی سمبونگ

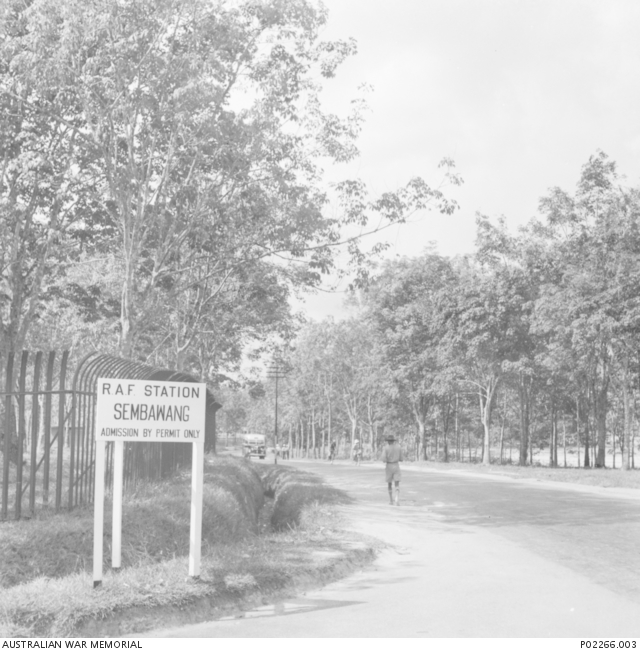
پایگاه هوایی سمبونگ

پایگاه هوایی سمبونگ (به انگلیسی: Sembawang Air Base) یک فرودگاه نظامی است که یک باند فرود آسفالت دارد و طول باند آن ۱۹۰۷ متر است. این فرودگاه در کشور سنگاپور قرار دارد و در ارتفاع ۲۶ متری از سطح دریا واقع شده‌است.